# 矢羽根

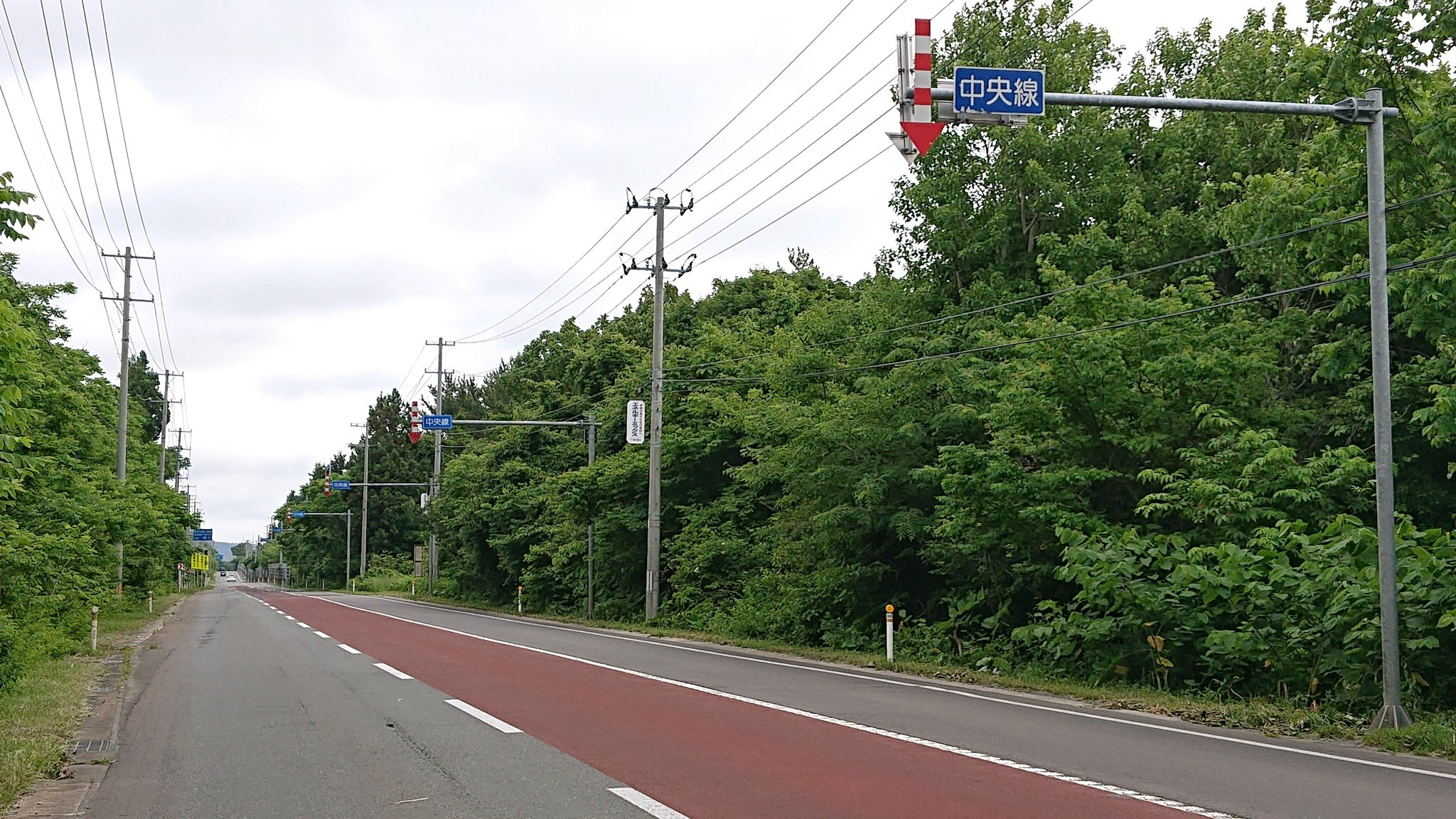
むつ市中野沢の国道279号に設置されている矢羽根。

矢羽根（やばね）は、積雪で道路の境界が分からない時や、吹雪（ホワイトアウト）時などに、道路の路肩を示すため設置されている下向きの矢印の標識（矢印つきポール）のことである。正式名称は「固定式視線誘導柱」である。北海道での設置が特に多く、固定式視線誘導柱が並ぶ光景は北海道の沿道風景の代名詞とされる事もある（一部、東北など他の豪雪地域にも設置されている）。

## 構造（見た目）

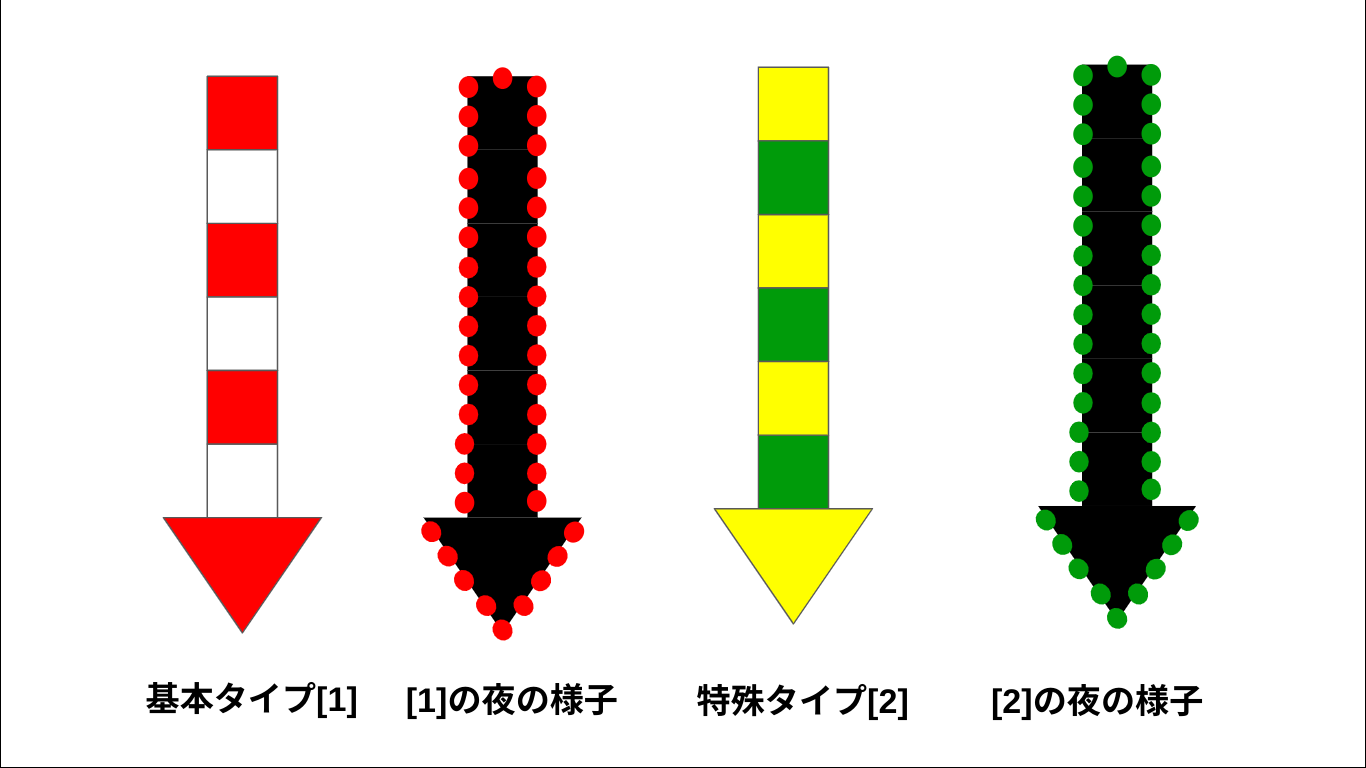
矢羽根の主な種類。夜になるとLEDでひかるものもある。

地上から5m~7m程の高さにある。価格は一台約17万円。通常の矢印形以外にも風穴を空けた物・芋虫形状の矢羽根・台形形状（下端部を斜めに切ってある）などの事があり、また矢羽根に代えて、円形のデリネーター・「端末支柱」等の文字を入れた細長い標識板・他の道路標識と矢印を組み合わせた物などもある。逆L型ポールの先端に取り付けられており、次の矢羽根までの間隔はおおむね80mである（目の前の矢羽根を通過したら、次の矢羽根が見えている距離感）。矢印の規格に細かい統一はなく、基本の赤・白の他にも黄・黒など、2種類のストライプでカラーリングされているものが多く、蛍光塗料を塗ったもの（車などのライトがあたると、反射するもの）や自ら発光する機能（LED）をもつものなど、メーカーによってさまざまなタイプが存在する。LEDを併用しているものの場合だと、支柱1本ごとに独立した太陽電池パネルと蓄電池を持ち、発光用電力をまかなう。LEDの配置方法も多様で、矢羽根中央に一直線または破線状に配置された物・矢羽根全面または先端と同じ色の全体に配置された物・矢羽根の外縁に配置された物（矢羽根全体、または先端のみ）・LED発光体が矢羽根から独立した物などがある。発光の点滅間隔は微弱無線により近隣の支柱と同期をとり、一斉に同じ点滅を行うことにより運転者が困惑しないよう配慮されている。高速道路用では路肩側が緑色、中央分離帯側が黄色の燈火が多く、点滅のない常時点灯で、LEDのみならず電球式も多い。高速道路用は好天時には点灯せず、路面状況や視界不良に起因する速度規制が行われた場合に点灯することが多い。道路管理者発注による除雪業者の除雪作業のための目印となるほか、運転者にとっても地吹雪や霧などで水平より下方の視界が効かない場合でも上方のスノーポールは辛うじて視認できることが多いため、視界不良時の道標として高い効果を発揮している。最近は、矢羽根が道路景観を損ねるという意見もみられはじめているため、黄色と紺色の縞模様でペイントされた景色に溶け込みやすいものや、無雪期に取り外せるものなど、新たな矢羽根が開発されている（このような矢羽根は「シーニックバイウェイ北海道」などで見る事が可能である）。

## 歴史

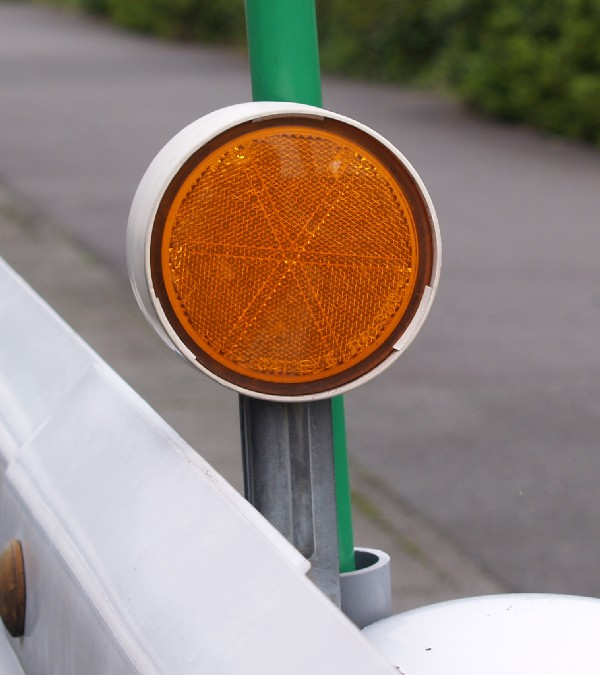
スノーポール

北海道での機械による除雪（主に除雪車）は第二次世界大戦の後からはじまっているが、当時の車両は大型で小回りも利かず、車輪が側溝にとられることあったという。そこで、笹の葉を束ねたものに白黒の平行縞模様を付けた現在のスノーポール （右の写真）のような視線誘導標を、道路と側溝の境目に立てて目印にした。しかし、これらの視線誘導標は除雪車になぎ倒されることが多かった。そこで1965年頃には、オーバーハングの支柱に矢羽根を付ける、現在のタイプが生み出された。昭和30年代から40年代にかけて、矢羽根標識の設置が急速に進み、これにより、特に交通量が少なく、視界が悪くなりがちな農道や山道、そして冬季の路面状態が厳しい道路での事故防止が期待された。矢羽根標識は、特に地方道や農道、観光地に多く見られるもので、道路を走るドライバーに対して視覚的に安心感を与える役割も果たした。

## 矢羽根の役割
道の路肩を示す
豪雪地帯では雪が積もると、車道と路肩や路側帯の境が分からなくなる。吹雪で、目の前が見えにくくなるなどの危険もあり、矢羽根は車道と路肩や路側帯の境をドライバーに示す役割を果たしている。そのため、雪が積もり道路が見えない状態になっても、矢羽根が示すエリアに侵入しないければ、車道を逸脱することなく通行することが可能である。つまり、矢羽根を目印にすれば安全に運転できる。
夜間でも道が分かる
矢羽根が役立つときは降雪時に限らない。矢羽根は夜間には車のヘッドライトの明かりを反射したり、自ら発光するため、周囲に明かりがない見通しの悪い状況でも、道から逸脱する可能性を防ぐことができる。特に北海道の郊外では街から街の間が10キロ以上離れていることもよくあり、それらの地域では街灯が数少ないため矢羽根が役立つ。
除雪作業時の目印
前述の通り、矢羽根の起源は除雪作業のために作られたものであった。矢羽根のような目印がないと、特に吹雪などで視界が悪い状態では路肩にはみ出たり、側溝に落ちてしまうなど安全に除雪作業ができなかった。そこで除雪範囲を示す目印として、矢羽根が開発された。現在も除雪作業者は矢羽根を目印にしながら除雪作業を行うことが多い。